# Judenau-Baumgarten
Judenau-Baumgarten är en kommun  i Österrike. Den ligger i distriktet Tulln och förbundslandet Niederösterreich, 35 km nordväst om huvudstaden Wien. Kommunens huvudort är Baumgarten am Tullnerfeld.
Kommunen består av fyra orter (Ortschaften) (inom parentes invånarantal 1 januari 2024):
- Baumgarten am Tullnerfeld (902)
- Freundorf (471)
- Judenau (831)
- Zöfing (182)